# Богатир Іван Іванович
Іва́н Іва́нович Богати́р (1919-1982) — капітан Прикордонних військ СРСР, учасник німецько-радянської війни, Герой Радянського Союзу (1942).

## Біографія
Богатир Іван Іванович — стрілець 456-го стрілецького полку 109-ї стрілецької дивізії Приморської армії, єфрейтор.
Народився 27 січня 1919 року в селі Ганно-Зачатівка нині Криничанського району Дніпропетровської області України в селянській родині. Українець. Отримав неповну середню освіту й закінчив технікум в місті Дніпропетровськ. Працював токарем на Дніпропетровському паровозоремонтному заводі, а потім роз'їзним механіком Криничанської машинно-тракторної станції.
У Прикордонних військах з 1939 року, кулеметник 32-го морського прикордонного загону, червонофлотець.
Від серпня 1941 року — на фронтах Німецько-радянської війни. При обороні Одеси командував відділенням.
Стрілець 456-го стрілецького полку (109-а стрілецька дивізія, Приморської армії, Севастопольський оборонний район) комсомолець єфрейтор Іван Богатир у дні героїчної оборони міста Севастополя (з 1965 року — місто-герой) з снайперської гвинтівки знищив сімдесят п'ять гітлерівців. У бою 7 червня 1942 року в районі Балаклави у складі підрозділу відбив кілька атак ворога. Був важко поранений. Залишившись в живих один, ще 5 годин продовжував кулеметним вогнем відбивати ворожі атаки до підходу підкріплення.
Відмінний стрілець І. І. Богатир навчив снайперського мистецтва 130 воїнів.
Указом Президії Верховної Ради СРСР 20 червня 1942 року за зразкове виконання бойових завдань командування на фронті боротьби з німецько-нацистськими загарбниками і проявлені при цьому мужність і героїзм єфрейтору Богатирю Івану Івановичу присвоєно звання Героя Радянського Союзу з врученням ордена Леніна і медалі Золота Зірка (№ 812).
Після евакуації з обложеного Севастополя і лікування в госпіталі Грузії снайпер був направлений на курси удосконалення офіцерського складу (закінчив у 1943 році), потім на курси удосконалення оперативного складу Прикордонних військ (закінчив у 1944 році).
Служив у Прикордонних військах СРСР. Від грудня 1944 року — помічник начальника 5-го відділу штабу 32-го прикордонного загону в Грузинському прикордонному окрузі. Член ВКП(б)/КПРС з 1946 року. Від травня 1949 року — помічник начальника 2-ї прикордонної комендатури 1-го прикордонного загону в Карело-Фінському прикордонному окрузі.
Закінчив Школу удосконалення офіцерського складу Прикордонних військ в 1950 році. З жовтня 1951 року — старший оперуповноважений 1-го відділення штабу прикордонної комендатури 14-го прикордонного загону Закарпатського прикордонного округу, з квітня 1952 року — помічник начальника штабу тієї ж комендатури.
Від 1953 року капітан Богатир І. І. — в запасі, а потім у відставці. У 1966 році він закінчив Київський інститут народного господарства. Жив і працював у селищі міського типу Кринички Дніпропетровської області. Помер 6 грудня 1982 року.
Капітан (1951). Нагороджений орденом Леніна, орденами Червоного Прапора, орденом Червоної Зірки та медалями.

## Нагороди
- Медаль Золота Зірка
- Орден Леніна
- Орден Червоного Прапора
- Орден Червоної Зірки